# Ma blonde, entends-tu dans la ville ?
Pour plus de détails, voir Fiche technique et Distribution.
Ma blonde, entends-tu dans la ville ? est un film français réalisé par René Gilson et sorti en 1980.

## Synopsis
Au printemps 1936, dans le Nord de la France, Marie, une ouvrière de filature, fréquente Aldo, un mineur immigré italien. Ils découvrent le bonheur dans l'ambiance enthousiaste du Front populaire et vivent leurs premières vacances. La conscience politique de Marie se développe au contact de son compagnon. A l'hiver 1937, Aldo s'engage dans les Brigades internationales pour aller défendre la République espagnole après le coup d’État militaire du général Franco. Marie doit lui annoncer qu'elle est enceinte.

## Fiche technique
- Titre : Ma blonde, entends-tu dans la ville ?
- Réalisation : René Gilson
- Scénario : René Gilson
- Photographie : Ricardo Aronovitch
- Production : Albina du Boisrouvray
- Pays de production :  France
- Format : couleurs
- Durée : 90 minutes
- Date de sortie : France - 19 novembre 1980

## Distribution
- Francine Carpon : Marie
- Jacques Zanetti : Aldo
- Josette Hemsen : la mère de Marie
- Élisabeth Chailloux : Denise
- Cyril Robichez : Billaumont
- Noël Simsolo : Dubourcq
- Liliane Ledun : Madame Billaumont
- Serge Martel : Émile Bonduelle
- Arlette Renard : madame Bonduelle
- Pascal Aubier : syndicaliste
- Otar Iosseliani : syndicaliste
- François Carpentier : Raymond, le frère de Marie
- René Gilson

## Récompense
- Prix Jean-Vigo en 1980